# شمس‌آباد (تنکابن)
شمس آباد، روستایی است از توابع بخش نشتا شهرستان تنکابن در استان مازندران ایران.

## جمعیت
این روستا در دهستان کترا قرار دارد و براساس سرشماری مرکز آمار ایران در سال ۱۳۸۵، جمعیت آن ۴۶۶ نفر (۱۳۵خانوار) بوده‌است.